# Lennart vs. PatrickGanster
Lennart vs. PatrickGanster ist ein deutsches Rockmusik-Duo aus München.

## Geschichte
„Lennart“, der unter bürgerlichem Namen Roman Bichler heißt und auch bekannt ist unter seinem Künstlerpseudonym „Spif Anderson“, begann im Frühjahr 2008 an einem Konzeptalbum zu arbeiten, für das er einen geeigneten Sänger suchte. Dabei stieß er auf den befreundeten Musiker und Songwriter Patrick Ganster, Sänger der Jazz-Band Jassic Park sowie Frontmann der Rockband Naked.
Im Januar 2009 erschien das Album mit dem Titel The Golden Cage. Textlich ließen sie sich dabei von der Novelle Der Himmelsturm des Lyrikers Stefan Brinkmann inspirieren, musikalisch vom Stil des Desperado-Albums der Eagles. In den Texten wurden die Grundthemen der im Altertum spielenden Himmelsturm-Geschichte in die Gegenwart transferiert. Unterstützen ließ sich das Duo bei den Studioaufnahmen dabei von Patrick Hiller (Phase III) und Mark Fugmann (Münchner Zwietracht) sowie einer Reihe weiterer Studiomusiker und Backgroundsängerinnen. Es folgten Auftritte in Münchener Clubs und Lokalitäten wie dem  theater … und so fort und dem Circus Krone, sowie auf Festivals wie dem Streetlife-Festival oder dem StuStaCulum, ferner auch in anderen bayerischen Städten.
Aufgrund diverser weiterer Musikprojekte der beiden Musiker dauerten die Arbeiten für das zweite Album What A Wonderful World fünf Jahre an. Es erschien im Frühjahr 2014.  Bei der Aufnahmeleitung der Lead Vocals und beim Mastering erhielten sie wieder Unterstützung von Uli Eisner, der auch schon bei der Produktion des ersten Albums mitwirkte. Neben Backgroundsängerinnen wurden auch hier Studiomusiker für die Aufnahmen herangezogen, darunter Norbert Bürger vom Orchester Bürger Kreitmeier und der Saxophonist Steve Hooks. Der Albumtitel sowie der gecoverte erste Song What a Wonderful World Part I basieren auf dem von Bob Thiele und George David Weiss geschriebenen Titel What a Wonderful World.

## Veröffentlichungen

### Diskografie
- 2014: What a Wonderful World (First & Only / ConSequence)
- 2009: The Golden Cage (First & Only / Biohazzard Records)

### Filmmusik
Im Kurzfilm Don't kiss me twice (deutscher Titel: Kaffee küsst Kanguru) von Matthias Maaß, der vom 16. bis 26. Mai 2012 in der Kurzfilmecke bei den Internationalen Filmfestspielen von Cannes gezeigt wurde, wurden die Titel My Name is W. und Free? (After the Storm) des Albums The Golden Cage als Filmmusik verwendet.